# Hacks (film)
Pour les articles homonymes, voir Hacks.
Pour plus de détails, voir Fiche technique et Distribution.
Hacks est un film américain réalisé par Gary Rosen, sorti en 1997.

## Fiche technique
- Titre : Hacks
- Réalisation : Gary Rosen
- Scénario : Gary Rosen
- Photographie : Ralf D. Bode
- Musique : Anthony Marinelli (en)
- Pays d'origine : États-Unis
- Format : Couleurs - 1,85:1 - Dolby
- Genre : comédie
- Durée : 93 minutes
- Date de sortie : 1997

## Distribution
- Stephen Rea : Brian
- Illeana Douglas : Georgia Feckler
- John Ritter : Hank
- Dave Foley : Neal
- Richard Kind : Benny
- Dusty Kay : Ira Gold
- Tom Arnold : Danny
- Robert Patrick : Goatee
- Ryan O'Neal : Dr. Applefield
- Ricky Jay : The Hat
- Jason Priestley : The Dude
- Olivia d'Abo : Lynn
- Matt Clark : Conducteur de bus
- Lisa Kudrow
- Bob Odenkirk